# 圣樊尚德普雷 (索恩-卢瓦尔省)
圣樊尚德普雷（法語：Saint-Vincent-des-Prés，法語發音：[sɛ̃ vɛ̃sɑ̃ de pʁe]）是法国索恩-卢瓦尔省的一个市镇，属于马孔区。

## 地理
圣樊尚德普雷（46°28'42"N, 4°33'53"E）面积6.3 平方千米，位于法国勃艮第-弗朗什-孔泰大區索恩-卢瓦尔省，该省份为法国中部省份，北起顺时针与科多尔省、汝拉省、安省、罗讷省、卢瓦尔省、阿列省和涅夫勒省接壤。
与圣樊尚德普雷接壤的市镇（或旧市镇、城区）包括：希德、弗勒冈德河畔拉维讷斯。

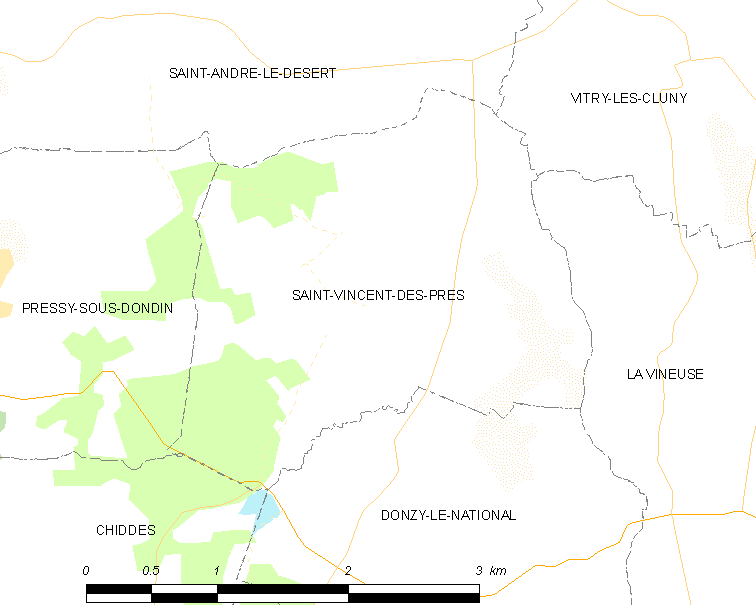
的OSM定位图

圣樊尚德普雷的时区为UTC+01:00、UTC+02:00（夏令时）。

## 行政
圣樊尚德普雷的邮政编码为71250，INSEE市镇编码为71488。

## 政治
圣樊尚德普雷所属的省级选区为克吕尼县。

## 人口

1962-2008年间人口变化图示

圣樊尚德普雷于2022年1月1日时的人口数量为98人。